# Poissons
Poissons és un municipi francès situat al departament de l'Alt Marne i a la regió del Gran Est. L'any 2007 tenia 732 habitants.

## Demografia

### Població
El 2007 la població de fet de Poissons era de 732 persones. Hi havia 275 famílies de les quals 80 eren unipersonals (20 homes vivint sols i 60 dones vivint soles), 84 parelles sense fills, 95 parelles amb fills i 16 famílies monoparentals amb fills.
La població ha evolucionat segons el següent gràfic:
Habitants censats

### Habitatges
El 2007 hi havia 334 habitatges, 279 eren l'habitatge principal de la família, 20 eren segones residències i 35 estaven desocupats. 283 eren cases i 50 eren apartaments. Dels 279 habitatges principals, 212 estaven ocupats pels seus propietaris, 59 estaven llogats i ocupats pels llogaters i 8 estaven cedits a títol gratuït; 2 tenien una cambra, 14 en tenien dues, 41 en tenien tres, 76 en tenien quatre i 146 en tenien cinc o més. 204 habitatges disposaven pel capbaix d'una plaça de pàrquing. A 122 habitatges hi havia un automòbil i a 118 n'hi havia dos o més.

### Piràmide de població
La piràmide de població per edats i sexe el 2009 era:
| Homes | Edats   | Dones |
| ----- | ------- | ----- |
| 0     | 95 o +  | 0     |
| 4     | 90 a 94 | 16    |
| 0     | 85 a 89 | 16    |
| 4     | 80 a 84 | 8     |
| 8     | 75 a 79 | 4     |
| 28    | 70 a 74 | 24    |
| 32    | 65 a 69 | 36    |
| 8     | 60 a 64 | 20    |
| 16    | 55 a 59 | 4     |
| 16    | 50 a 54 | 28    |
| 24    | 45 a 49 | 16    |
| 32    | 40 a 44 | 20    |
| 32    | 35 a 39 | 36    |
| 20    | 30 a 34 | 32    |
| 16    | 25 a 29 | 8     |
| 16    | 20 a 24 | 12    |
| 20    | 15 a 19 | 32    |
| 36    | 10 a 14 | 20    |
| 56    | 5 a 9   | 16    |
| 4     | 0 a 4   | 16    |

## Economia
El 2007 la població en edat de treballar era de 449 persones, 319 eren actives i 130 eren inactives. De les 319 persones actives 277 estaven ocupades (150 homes i 127 dones) i 42 estaven aturades (22 homes i 20 dones). De les 130 persones inactives 57 estaven jubilades, 35 estaven estudiant i 38 estaven classificades com a «altres inactius».

### Ingressos
El 2009 a Poissons hi havia 278 unitats fiscals que integraven 691,5 persones, la mediana anual d'ingressos fiscals per persona era de 15.649 €.

### Activitats econòmiques
Dels 30 establiments que hi havia el 2007, 2 eren d'empreses alimentàries, 11 d'empreses de construcció, 6 d'empreses de comerç i reparació d'automòbils, 4 d'empreses de transport, 1 d'una empresa d'hostatgeria i restauració, 1 d'una empresa financera, 1 d'una empresa immobiliària, 3 d'entitats de l'administració pública i 1 d'una empresa classificada com a «altres activitats de serveis».
Dels 16 establiments de servei als particulars que hi havia el 2009, 1 era una gendarmeria, 1 oficina de correu, 1 una oficina bancària, 4 guixaires pintors, 2 fusteries, 3 electricistes, 1 empresa de construcció, 1 perruqueria, 1 restaurant i 1 agència immobiliària.
Dels 6 establiments comercials que hi havia el 2009, 2 eren botiges de menys de 120 m², 2 fleques, 1 una fleca i 1 una botiga d'electrodomèstics.
L'any 2000 a Poissons hi havia 5 explotacions agrícoles.

## Equipaments sanitaris i escolars
El 2009 hi havia 1 farmàcia i 1 ambulància.
El 2009 hi havia una escola elemental.

## Poblacions més properes
El següent diagrama mostra les poblacions més properes.